# RUAB
RUAB, Radioundersökningar AB, är ett företag som undersöker radiolyssnandet i Sverige. Det ägs till 50 % av Sveriges Radio och till 50 % av den kommersiella radiobranschen. RUAB bedriver även opinionsundersökningar.
RUAB mäter radiolyssnandet 4 gånger per år genom telefonintervjuer.
Radiobranschen ser nu dock över undersökningsmöjligheter[källa behövs]. De vill hitta något nytt, eftersom RUAB mätt lyssnare ända sedan kommersiell radio officiellt kom in på marknaden den 22 september 1993.